# Sinujòus de Velai
Séneujols és un municipi francès situat al departament de l'Alt Loira i a la regió d'Alvèrnia-Roine-Alps. L'any 2007 tenia 292 habitants.

## Demografia

### Població
El 2007 la població de fet de Séneujols era de 292 persones. Hi havia 115 famílies de les quals 36 eren unipersonals (12 homes vivint sols i 24 dones vivint soles), 24 parelles sense fills, 51 parelles amb fills i 4 famílies monoparentals amb fills.
La població ha evolucionat segons el següent gràfic:
Habitants censats

### Habitatges
El 2007 hi havia 174 habitatges, 117 eren l'habitatge principal de la família, 29 eren segones residències i 28 estaven desocupats. 172 eren cases i 3 eren apartaments. Dels 117 habitatges principals, 88 estaven ocupats pels seus propietaris, 19 estaven llogats i ocupats pels llogaters i 10 estaven cedits a títol gratuït; 2 tenien dues cambres, 11 en tenien tres, 27 en tenien quatre i 77 en tenien cinc o més. 99 habitatges disposaven pel capbaix d'una plaça de pàrquing. A 34 habitatges hi havia un automòbil i a 65 n'hi havia dos o més.

### Piràmide de població
La piràmide de població per edats i sexe el 2009 era:
| Homes | Edats   | Dones |
| ----- | ------- | ----- |
| 0     | 95 o +  | 0     |
| 0     | 90 a 94 | 0     |
| 0     | 85 a 89 | 0     |
| 4     | 80 a 84 | 4     |
| 8     | 75 a 79 | 16    |
| 0     | 70 a 74 | 8     |
| 8     | 65 a 69 | 4     |
| 4     | 60 a 64 | 8     |
| 4     | 55 a 59 | 8     |
| 8     | 50 a 54 | 0     |
| 12    | 45 a 49 | 4     |
| 16    | 40 a 44 | 16    |
| 16    | 35 a 39 | 12    |
| 12    | 30 a 34 | 12    |
| 8     | 25 a 29 | 12    |
| 0     | 20 a 24 | 4     |
| 12    | 15 a 19 | 12    |
| 4     | 10 a 14 | 12    |
| 12    | 5 a 9   | 12    |
| 4     | 0 a 4   | 4     |

## Economia
El 2007 la població en edat de treballar era de 183 persones, 142 eren actives i 41 eren inactives. De les 142 persones actives 126 estaven ocupades (73 homes i 53 dones) i 16 estaven aturades (8 homes i 8 dones). De les 41 persones inactives 15 estaven jubilades, 15 estaven estudiant i 11 estaven classificades com a «altres inactius».

### Ingressos
El 2009 a Séneujols hi havia 116 unitats fiscals que integraven 294 persones, la mediana anual d'ingressos fiscals per persona era de 15.639 €.

### Activitats econòmiques
Dels 4 establiments que hi havia el 2007, 2 eren d'empreses de construcció i 2 d'empreses d'hostatgeria i restauració.
L'únic servei als particulars que hi havia el 2009 era una fusteria.
L'any 2000 a Séneujols hi havia 18 explotacions agrícoles que ocupaven un total de 600 hectàrees.

## Equipaments sanitaris i escolars
El 2009 hi havia una escola elemental.

## Poblacions més properes
El següent diagrama mostra les poblacions més properes.